# Кувшинки (цикл картин)

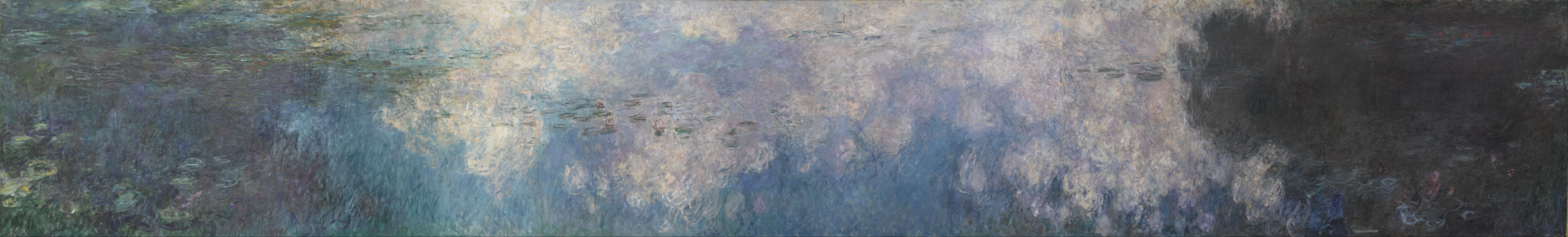
Кувшинки. Облака, 1920—1926, Музей Оранжери

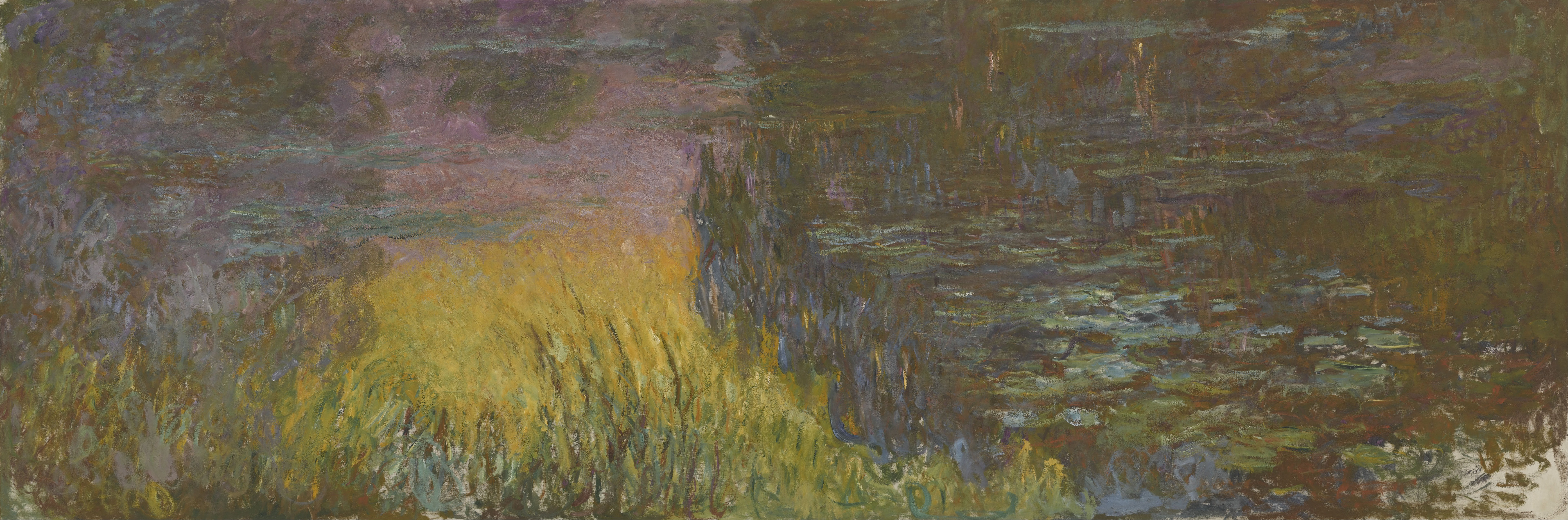
Кувшинки. Заходящее солнце, 1920—1926, Музей Оранжери

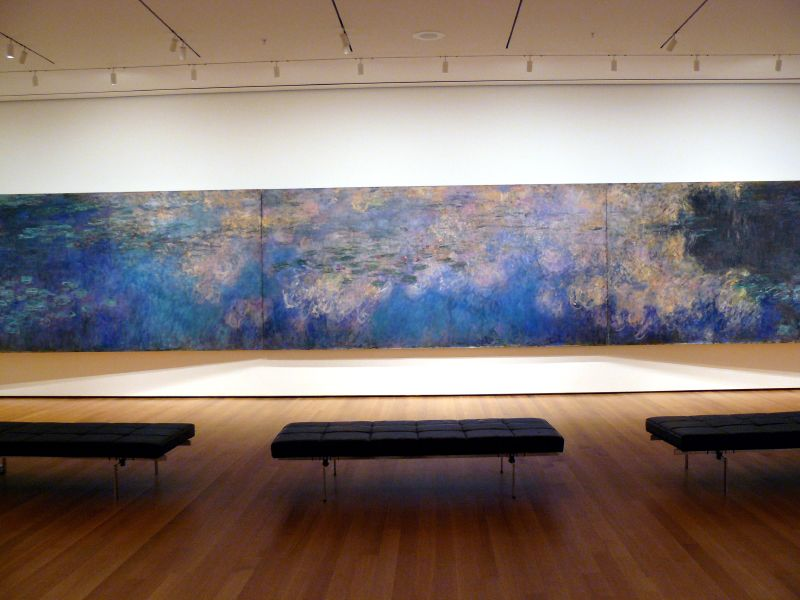
Отражение облаков в пруду с водяными лилиями, 1920, Нью-Йоркский музей современного искусства

«Кувшинки» (фр. Nymphéas) — цикл из приблизительно 250 картин французского художника-импрессиониста Клода Моне (1840—1926), выполненных в технике масляной живописи. Картины, изображающие цветник усадьбы Моне в Живерни, составляли главный предмет творческих усилий художника в последние тридцать лет его жизни. Многие из работ были созданы, когда Моне уже страдал от катаракты.

## Общие сведения
Склонность Моне к созданию серий картин, объединённых общей темой и перспективой, стала проявляться с 1889 года, когда он закончил не менее 10 картин из цикла «Долина Крёз», позднее выставленных в галерее Жоржа Пети. Другими известными циклами картин Моне являются «Стога» и «Вокзал Сен-Лазар».
В 1920-е годы в музее Оранжери за государственный счёт были построены два овальных зала для постоянного хранения восьми больших картин Моне с кувшинками. Выставка открылась для публики 16 мая 1927 года, через несколько месяцев после смерти Моне. В 1999 году в музее Оранжери состоялась специальная выставка «Кувшинок» Моне, для которой со всего мира было собрано 60 картин.
Картины цикла хранятся во многих музеях мира, включая Мармоттан-Моне, и Орсе в Париже, Метрополитен-музей в Нью-Йорке, Чикагский институт искусств, Сент-Луисский художественный музей, Национальный музей Уэльса, Музей изящных искусств в Нанте, художественный музей Кливленда, Портлендский художественный музей в Орегоне и другие.
По словам Джованны Бертаццоне, главы департамента искусства импрессионистов и модернистов аукционного дома «Кристис»: «„Кувшинки“ Моне входят в число наиболее знаменитых и признанных работ XX века, оказав колоссальное влияние на целые поколения художников».

## «Кувшинки» на аукционах
19 июня 2007 года одна из «Кувшинок» Моне была продана на аукционе «Сотбис» в Лондоне за 18.5 миллионов фунтов стерлингов. 24 июня 2008 года другая картина из серии, «Пруд с кувшинками» (Le Bassin Aux Nymphéas), продана за 41 миллион фунтов стерлингов на аукционе «Кристис» в Лондоне, почти в два раза превысив стартовую цену лота. 23 июня 2010 года на торги в «Кристис» были выставлены «Кувшинки» 1906 года, ожидаемая цена продажи которых колебалась от 30 до 40 миллионов фунтов стерлингов, однако ставки на картину не поднялись выше 29 миллионов, и в итоге картина была снята с аукциона. Последний раз «Кувшинки» 1907 года выставлялись на торгах в «Кристис» в мае 2014 года и были проданы за относительно скромную сумму в 27 миллионов долларов.

## Фильмография
- «Цветное мгновение», фильм Алена Жобера[фр.] из цикла «Палитры» (Франция, 1990).